# Saulx-les-Chartreux
Saulx-les-Chartreux è un comune francese di 5 050 abitanti situato nel dipartimento dell'Essonne nella regione dell'Île-de-France.

## Società

### Evoluzione demografica
Abitanti censiti